# دانیل اکینو
دانیل اکینو (انگلیسی: Daniel Aquino؛ زادهٔ ۹ ژوئن ۱۹۶۵) بازیکن فوتبال اهل آرژانتین است.
از باشگاه‌هایی که در آن بازی کرده‌است می‌توان به باشگاه فوتبال رایو وایکانو، باشگاه فوتبال رئال مورسیا، باشگاه فوتبال رئال بتیس، باشگاه فوتبال آلباسته بالومپیه، و باشگاه فوتبال بانفیلد اشاره کرد.